# Uttar Bagdogra
Uttar Bagdogra là một thị trấn thống kê (census town) của quận Darjiling thuộc bang Tây Bengal, Ấn Độ.

## Nhân khẩu
Theo điều tra dân số năm 2001 của Ấn Độ, Uttar Bagdogra có dân số 15.772 người. Phái nam chiếm 52% tổng số dân và phái nữ chiếm 48%. Uttar Bagdogra có tỷ lệ 75% biết đọc biết viết, cao hơn tỷ lệ trung bình toàn quốc là 59,5%: tỷ lệ cho phái nam là 81%, và tỷ lệ cho phái nữ là 68%. Tại Uttar Bagdogra, 12% dân số nhỏ hơn 6 tuổi.